# La notte dei demoni (film 1988)
La notte dei demoni (Night of the Demons) è un film del 1988 diretto da Kevin S. Tenney.

## Trama
Judy è una bella e giovane ragazza che attende con ansia il suo primo appuntamento con Jay, il quale l'ha invitata al ballo di Halloween nella scuola della sua piccola cittadina. Ma quella notte, ci sarà un cambiamento di programma, che trascinerà Judy in una notte di orrore. Jay le dice che sono stati invitati ad un ballo di Halloween molto speciale e privato alla "Hull House", un posto fuori città, isolato, che si presuppone pieno di spiriti e fa rabbrividire. Judy accetta malvolentieri di andare, a causa della sua cotta per Jay, anche se la festa è stata organizzata dalla occultista Angela. Gli altri invitati alla festa sono vari giovani americani, tutti simpatici amici della zona di Jay. Max e Frannie; lo scatenato suonatore punk rock Stooge; il figlio del predicatore di colore, Roger; l'amica seducente di Angela, Suzanne; la seguace del gruppo, Helen ed il disinvolto, bello ma cattivo Sal.
Degli adolescenti si riuniscono in una notte di Halloween in una vecchia casa dove inizierà un gioco che si fa allo specchio, all'interno sbloccano inconsapevolmente un demone che fu bloccato nel crematorio, lo spirito demoniaco inizia a possedere alcuni degli adolescenti che tentano di fuggire cercando di sopravvivere, ma restano intrappolati all'interno di Hull House.

## Produzione
La pellicola si è svolta a South Central Los Angeles per due mesi e il film è stato distribuito il 14 ottobre 1988. Durante la sua esecuzione teatrale, La notte dei demoni ha incassato con successo 3 milioni di dollari contro il suo budget di 1 milione di dollari. Mentre le recensioni iniziali erano negative, la ricezione successiva è cresciuta più positiva ed ora è diventata una pellicola "cult" negli anni successivi alla sua uscita.
Il film è disponibile in inglese su DVD e Blu-Ray, in Italia uscì solo negli anni novanta ma solo in VHS.
Il film ha avuto due sequel, Night of the Demons 2 (1994) e Night of the Demons 3 (1997), e un remake, Night of the Demons (2009). Questi ultimi mai doppiati in italiano.

## Versione Italiana
Nella versione italiana curiosamente in quasi tutte le scene "Halloween" viene tradotto con la parola "Carnevale".
La ragione dell'"errore" è semplice: negli anni 80 Halloween era quasi sconosciuto in Italia e molti davano allo stesso una connotazione carnascialesca piuttosto che religiosa, si tratta infatti di una festività legata ad una tradizione pagana.